# Verwaltungsgliederung Tongas

Karte der Inselgruppen von Tonga

Die Verwaltungsgliederung Tongas basiert auf einer Einteilung nach Inselgruppe, Distrikt (tongaisch vahe oder vahenga, früher auch vahefonua) und Gemeinde (kolo), die im Wesentlichen auch für Statistikzwecke maßgeblich ist. Daneben bestehen territoriale Gliederungen für Parlamentswahlen und Rechtsprechung.
| Inselgruppe | Gouv./ Repräs. | Dis- trikte | Gemeinden (towns) | Orte (villages) | Wahl- kreise | Adels- vertreter |
| ----------- | -------------- | ----------- | ----------------- | --------------- | ------------ | ---------------- |
| Tongatapu   | –              | 7           | 61                | 68              | 10           | 3                |
| Vavaʻu      | 1 G            | 6           | 39                | 44              | 3            | 2                |
| Haʻapai     | 1 G            | 6           | 28                | 27              | 2            | 2                |
| ʻEua        | 1 R            | 2           | 15                | 15              | 1            | 1                |
| Ongo Niua   | 2 R            | 2           | 12                | 12              | 1            | 1                |
| Summe       | 5              | 23          | 155               | 166             | 17           | 9                |

## Verwaltung und Statistik
Verwaltungsmäßig ist Tonga in 23 Distrikte und 155 Gemeinden eingeteilt, geleitet jeweils von einem auf 4 Jahre gewählten Distrikt- bzw. Gemeindevorsteher (ʻofisa fakavahefonua, ʻofisa kolo). Als Verbindung zur Zentralregierung gibt es für die größeren äußeren Inselgruppen (Haʻapai, Vavaʻu) je einen Gouverneur (kovana), die beide auch dem Kabinett angehören, und für die kleineren (ʻEua, Niuatoputapu, Niuafoʻou) je einen Regierungsrepräsentanten (fakafofonga Puleʻanga); die Hauptinsel Tongatapu untersteht der Regierung direkt. Für jede Gemeinde und jeden Distrikt können informative Versammlungen (Sg. fono) einberufen werden.
Die Hauptstadt Nukuʻalofa auf Tongatapu setzt sich aus den Gemeinden Kolomotuʻa (Altstadt) im Distrikt Kolomotuʻa sowie den Gemeinden Kolofoʻou (Neustadt) und Maʻufanga im Distrikt Kolofoʻou zusammen; die beiden Distrikte bilden die Agglomeration Greater Nukuʻalofa.
Für Zwecke der Statistik werden die Distrikte und Gemeinden in 5 Divisionen (Sg. vahefonua) eingeteilt, wobei Niuatoputapu und Niuafoʻou zu Ongo Niua („die beiden Niuas“) zusammengefasst werden. In den Statistiken des Census 2021 sind mehr Gemeinden (166 villages) ausgewiesen als bei den Wahlen, und die Daten für die 4 größten Gemeinden sind weiter nach Untergemeinden aufgeschlüsselt (subvillages: Kolomotuʻa 10, Kolofoʻou 9, Maʻufanga 8, Neiafu 8).

### Divisionen
| Division | Fläche (km²) | Einwohner (1986) | Einwohner (1996) | Einwohner (2006) | Einwohner (2011) | Einwohner (2016) | Einwohner (2021) | Hauptstadt |
| --- | ------------ | ---------------- | ---------------- | ---------------- | ---------------- | ---------------- | ---------------- | ---------- |
| ʻEua | 87,44        | 4.393            | 4.934 ▲          | 5.206 ▲          | 5.016 ▼          | 4.945 ▼          | 4.864 ▼          | ʻOhonua    |
| Haʻapai | 109,30       | 8.919            | 8.138 ▼          | 7.570 ▼          | 6.616 ▼          | 6.125 ▼          | 5.665 ▼          | Pangai     |
| Ongo Niua | 71,69        | 2.368            | 2.018 ▼          | 1.665 ▼          | 1.282 ▼          | 1.232 ▼          | 1.148 ▼          | Hihifo     |
| Tongatapu | 260,48       | 63.794           | 66.979 ▲         | 72.045 ▲         | 75.416 ▲         | 74.611 ▼         | 74.320 ▼         | Nukuʻalofa |
| Vavaʻu | 121,00       | 15.175           | 15.715 ▲         | 15.505 ▼         | 14.922 ▼         | 13.738 ▼         | 14.182 ▲         | Neiafu     |
| Tonga | 647,91       | 94.649           | 97.784 ▲         | 101.991 ▲        | 103.252 ▲        | 100.651 ▼        | 100.179 ▼        | Nukuʻalofa |
| Die offiziellen Flächenangaben Tongas und seiner Divisionen basieren auf den Flächen der zum Zensus 1996 bewohnten Inseln. Weil zum Staatsgebiet Tongas auch etliche unbewohnte Inseln gehören, liegt die Gesamtlandfläche Tongas bei 747 km². |              |                  |                  |                  |                  |                  |                  |            |

### Distrikte

Tongatapu, 7 Distrikte

Vavaʻu, 6 Distrikte

Ha'apai, 6 Distrikte

ʻEua, 2 Distrikte

Ongo Niua, 2 Distrikte

| Nr. | Distrikt               | Division  | Einwohner (2021) | Hauptort        |
| --- | ---------------------- | --------- | ---------------- | --------------- |
| 11  | Kolofoʻou (Neustadt)   | Tongatapu | 17.274           | Nukuʻalofa-Ost  |
| 12  | Kolomotuʻa (Altstadt)  | Tongatapu | 16.868           | Nukuʻalofa-West |
| 13  | Vaini                  | Tongatapu | 13.199           | Vaini           |
| 14  | Tatakamotonga          | Tongatapu | 07.192           | Tatakamotonga   |
| 15  | Lapaha                 | Tongatapu | 07.309           | Lapaha          |
| 16  | Nukunuku               | Tongatapu | 08.177           | Nukunuku        |
| 17  | Kolovai (auch: Hihifo) | Tongatapu | 04.301           | Kolovai         |
| 21  | Neiafu                 | Vavaʻu    | 05.345           | Neiafu          |
| 22  | Pangaimotu             | Vavaʻu    | 01.206           | Pangaimotu      |
| 23  | Hahake (Osten)         | Vavaʻu    | 02.151           | Taʻanea         |
| 24  | Leimatuʻa              | Vavaʻu    | 02.855           | Leimatuʻa       |
| 25  | Hihifo (Westen)        | Vavaʻu    | 01.969           | Longomapu       |
| 26  | Motu (Insel)           | Vavaʻu    | 0.0656           | Hunga           |
| 31  | Pangai (auch: Lifuka)  | Haʻapai   | 02.042           | Pangai          |
| 32  | Foa                    | Haʻapai   | 01.340           | Lotofoa         |
| 33  | Lulunga                | Haʻapai   | 0.0723           | Haʻafeva        |
| 34  | Muʻomuʻa               | Haʻapai   | 0.0488           | Nomuka          |
| 35  | Haʻano                 | Haʻapai   | 0.0456           | Fakakai         |
| 36  | ʻUiha                  | Haʻapai   | 0.0616           | ʻUiha           |
| 41  | ʻEua Motuʻa (Alt-ʻEua) | ʻEua      | 02.740           | ʻOhonua         |
| 42  | ʻEua Foʻou (Neu-ʻEua)  | ʻEua      | 02.124           | Angaha          |
| 51  | Niuatoputapu           | Ongo Niua | 0.0718           | Hihifo          |
| 52  | Niuafoʻou              | Ongo Niua | 0.0430           | ʻEsia           |

## Parlamentswahlen
Für die Parlamentswahlen ist Tonga in 17 Wahlbezirke (Sg. vahenga fili) für das Volk und 5 Wahldistrikte (Sg. vahefonua fili) für den Adel eingeteilt.

## Rechtsprechung
Es bestehen 3 Gerichtsdistrikte: Tongatapu (mit ʻEua), Haʻapai und Vavaʻu (mit Niuafoʻou und Niuatoputapu).
Das Magistratsgericht hat ansässige Richter in Nukuʻalofa (Tongatapu), Pangai (Haʻapai) und Neiafu (Vavaʻu); an anderen Orten finden auswärtige Sitzungen (circuits) statt.